# Мумията (филм, 1999)
Вижте пояснителната страница за други значения на Мумията.
Мумията (на английски: The Mummy) е американски екшън приключенски филм от 1999 г., написан и режисиран от Стивън Сомърс, с участието на Брендън Фрейзър, Рейчъл Вайс, Джон Хана и Арнолд Вослу, който е в ролята на възкресената мумия. Мумията е римейк на едноименния филм от 1932 г. и е част от по-големия франчайз Чудовищата на Юнивърсъл. Филмът проследява авантюриста и търсач на съкровища Рик О'Конъл, докато пътува до Хамунаптра, Градът на мъртвите, с библиотекарката Евелин Карнахан и по-големия ѝ брат Джонатан, където те случайно събуждат Имхотеп, прокълнат върховен жрец със свръхестествени сили.
Разработката отнема години, с множество сценарии и режисьори. През 1997 г. Сомърс успешно представя своята версия на по-авантюристичен и романтичен поглед върху оригиналния материал. Записите се провеждат в Мароко и Обединеното кралство; като по време на снимките екипът преживя дехидратация и се сблъсква с пясъчни бури и с изтрелващи отрова змии на място в пустинята Сахара. Индустриал Лайт енд Меджик осигурява много от визуалните ефекти, смесвайки кадри от игрални филми и компютърно генерирани изображения, за да се създаде едноименното чудовище. Музиката за филма е композирана от Джери Голдсмит.
Мумията е пуснат по кината на 7 май 1999 г. от Юнивърсъл Пикчърс. Филмът получава смесени критични отзиви и положителна реакция на публиката и печели 418,1 милиона долара брутен приход по целия свят при бюджет от 80 милиона долара, превръщайки се в шестия най-касов филм за 1999 г. Филмът дава началото на нов франчайз с две директни продължения – Мумията се завръща (2001) и Мумията: Гробницата на императора дракон (2008), както и различни спин-офи, като анимационен сериал и предисторията Кралят на скорпионите (2002), което води до собствени продължения. През 2017 г. е направен опит за стартиране на друг франчайз на Чудовищата на Юнивърсъл с Мумията с участието на Том Круз.

## Сюжет
В Тива, Египет, през 1290 г. пр.н.е., върховният жрец Имхотеп има тайна връзка с наложницата на фараон Сети I – Анак-сун-амун. Двамата убиват фараона, след като той разкрива предателството им. Когато пристигат телохранителите на фараона – меджаите, Анк-су-намун се самоубива, а Имхотеп бяга. По-късно той и неговите жреци открадват тялото ѝ и пътуват до Хамунаптра – Градът на мъртвите, за да извършат ритуал за нейното възкресяване. Меджаите обаче ги спират. Жреците на Имхотеп са мумифицирани живи, а самият той е прокълнат и погребан жив, заедно с месоядни скарабеи. Меджаите се заклеват да пазят тайната и да не позволят възкресението му, тъй като то би му дало неограничена сила.
През 1926 г. в Кайро, Джонатан Карнахан показва на сестра си Евелин – библиотекарка и амбициозен египтолог – мистериозна кутия и карта, водеща към митичния град Хамунаптра. Джонатан ѝ разкрива, че я е откраднал от американския авантюрист и търсач на съкровища Рик О'Конъл, който е открил града, докато е служил във Френския чуждестранен легион. Евелин убеждава корумпирания надзирател Гад Хасан да освободи Рик от затвора, в замяна на това той да ги отведе до Хамунаптра, където тя се надява да открие Златната книга на Амон Ра.
Групата обаче не е сама – друга експедиция, водена от страхливия бивш легионер Бени Габор, също търси съкровището. Двете групи са многократно нападани от меджаите, водени от Ардет Бей, който ги предупреждава да си тръгнат. Предупреждението е игнорирано и продължават разкопките, при които загиват няколко души, включително Хасан, който умира от освободен скарабей. Групите откриват статуя, съдържаща Книгата на мъртвите и пет канопски урни. Междувременно Евелин, Рик и Джонатан случайно откриват мумифицирания Имхотеп.
Същата нощ Евелин открадва Книгата на мъртвите от съперниците и несъзнателно съживява Имхотеп, след като прочита древен текст. След сблъсък с възкръсналата мумия и меджаите, всички бягат обратно в Кайро. Имхотеп пощадява Бени, след като разбира, че той говори иврит, и го прави свой слуга.
Имхотеп следва групата до Кайро и отприщва библейските Египетски напасти. Той убива онези, които са взели урните, възстановявайки плътта и силите си. В музея оцелелите намират Ардет и д-р Бей – също меджай. Те осъзнават, че Имхотеп иска да възкреси Анак-сун-амун, използвайки Евелин като човешка жертва. Единственият начин да го спрат е да открият Книгата на Амон Ра в Хамунаптра. Имхотеп завладява ума на хората и отвлича Евелин, докато д-р Бей се жертва, за да помогне на останалите да избягат.
Рик, Джонатан и Ардет намират стар приятел – капитан Уинстън от Кралските военновъздушни сили – който се съгласява да ги закара със самолет до Хамунаптра. Имхотеп предизвиква магическа пясъчна буря, самолетът катастрофира и Уинстън загива. Оцелелите стигат пеша до града. Рик и Джонатан намират Книгата на Амон Ра, докато Ардет се бие с армията от възкресени слуги на Имхотеп.
В ритуалната зала Рик спасява Евелин, а Джонатан използва книгата, за да контролира зомби-слугите. Това води до унищожаването на частично възкресената Анк-су-намун. Евелин прочита заклинание от Книгата на Амон Ра, което прави Имхотеп смъртен, и Рик го пробожда със сабя. Тялото на Имхотеп се разпада и пада в подземен басейн.
Междувременно Бени, който е започнал да краде злато от града, задейства капан. Целият град започва да се срутва. Рик, Евелин и Джонатан успяват да избягат, а Бени остава затиснат и е изяден от скарабеи. Навън групата открива, че Ардет е оцелял, той им пожелава успех, а те си тръгват – неосъзнато, взели и част от съкровището на Бени.

## Актьорски състав
- Брендън Фрейзър – Рик О'Конъл
- Рейчъл Вайс – Евелин Карнахан
- Джон Хана – Джонатан Карнахан
- Арнолд Вослу – Имхотеп
- Кевин О'Конър – Бени
- Джонатан Хайд – д-р Алън Чембърлейн
- Одед Фер – Ардет бей
- Ерик Авари – д-р Терънс Бей
- Стивън Данъм – Айзък Хендерсън
- Кори Джонсън – Дейвид Даниелс
- Так Уоткинс – Бернард Бърнс
- Омид Джалили – Уардън Гад Хасан
- Аарон Ипале – фараон Сети I
- Бернард Фокс – капитан Уинстън Хевлок
- Патриша Веласкес – Анак-сун-амун

## Награди и номинации
| Награда                              | Категория                           | Номиниран(и)                        | Резултат  |
| ------------------------------------ | ----------------------------------- | ----------------------------------- | --------- |
| Награди на филмовата академия на САЩ | Най-добър звук                      | Най-добър звук                      | номинация |
| Награда на БАФТА                     | Най-добри специални визуални ефекти | Най-добри специални визуални ефекти | номинация |
| Сателит                              | Най-добри визуални ефекти           | Най-добри визуални ефекти           | номинация |
| Сатурн                               | Най-добър грим                      | Най-добър грим                      | награда   |
| Сатурн                               | Най-добър фентъзи филм              | Най-добър фентъзи филм              | номинация |
| Сатурн                               | Най-добри костюми                   | Най-добри костюми                   | номинация |
| Сатурн                               | Най-добри специални ефекти          | Най-добри специални ефекти          | номинация |
| Сатурн                               | Най-добър актьор                    | Брендън Фрейзър                     | номинация |
| Сатурн                               | Най-добра актриса                   | Рейчъл Вайс                         | номинация |
| Сатурн                               | Най-добър режисьор                  | Стивън Сомърс                       | номинация |
| Сатурн                               | Най-добър сценарий                  | Стивън Сомърс                       | номинация |
| Сатурн                               | Най-добра музика                    | Джери Голдсмит                      | номинация |

## „Мумията“ в България
На 20 септември 2009 г. Нова телевизия излъчи филма с български дублаж за телевизията. Дублажът е на Арс Диджитал Студио. Екипът се състои от:
| Преводач            | Лидия Иванова                                                           |
| Озвучаващи артисти  | Йорданка Илова Лина Златева Александър Митрев Камен Асенов Даниел Цочев |
| Режисьор на дублажа | Ралица Ботева                                                           |
| Тонрежисьор         | Георги Цветков                                                          |

На 20 декември 2019 г. се излъчва и по bTV Action. Дублажът е записан за втори път в студио Медиа Линк. Екипът се състои от:
| Озвучаващи артисти  | Златина Тасева Мартин Герасков Светломир Радев Георги Георгиев-Гого Димитър Иванчев |
| Преводач            | Антония Халачева                                                                    |
| Тонрежисьор         | Емил Енев                                                                           |
| Режисьор на дублажа | Михаела Минева                                                                      |

Филмът е излъчван и по Fox с трети дублаж на Доли Медия Студио: 
| Преводач            | Илияна Йорданова                                                       |
| Озвучаващи артисти  | Татяна Захова Таня Димитрова Константин Лунгов Илиян Пенев Росен Русев |
| Тонрежисьор         | Валентина Георгиева                                                    |
| Режисьор на дублажа | Антонина Иванова                                                       |